# M Countdown
M Countdown er et sydkoreansk musikprogram sendt af Mnet. Programmet indeholder nogle af de nyeste og mest populære kunstnere, der optræder live på scenen. Det udsendes fra CJ E&M Center i Sangam-dong, Mapo-gu, Seoul.